# Kevonones luteomaculatus
Kevonones luteomaculatus is een hooiwagen uit de familie Cosmetidae.